# Padre no hay más que uno
Padre no hay más que uno és una pel·lícula de comèdia de l'any 2019, dirigida i escrita per Santiago Segura i protagonitzada per ell mateix. Es tracta d'una nova versió de la comèdia Mamá se fue de viaje, dirigida per Ariel Winograd.

## Argument
Javier és un home que creu saber-ho tot, però no mou ni un dit per ajudar a la seva dona en la cura de la casa i dels seus cinc fills. No obstant això, aquest pare de família ha d'enfrontar-se a la realitat quan la seva dona decideix anar-se'n de viatge i deixar-lo sol amb els seus fills. Aquesta serà una experiència que canviarà les vides de tots per sempre.

## Repartiment
- Santiago Segura com a Javier
- Toni Acosta com a Marisa
- Silvia Abril com a Carmen
- Leo Harlem com a Paco
- Wendy Ramos com a Rosaura
- Martina D'Antiochia com a Sara
- Calma Segura com a Carlota
- Luna Fulgencio com a Rocío
- Carlos González com a Dani
- Sirena Segura com a Paula
- Anabel Alonso com a Directora
- Daniela Blume com a Client
- Fernando Gil com a Client
- Pepa Charro com a Professora preescolar
- Goizalde Núñez com a Hostessa nerviosa
- El Rubius com a El Rubius
- Boris Izaguirre com a Jurat del càsting
- Rosa López com a Jurat del càsting
- Carlos Baute com a Jurat del càsting
- Diana Navarro com a Mare del cole
- Mònica Pérez i Blázquez com a Mare del cole

## Taquilla
La comèdia va ser tot un èxit als cinemes espanyols, aconseguint ser el segon millor estrena en la taquilla espanyola del 2019. A més, la seva primera setmana va recaptar més de 3 milions d'euros amb 600.000 espectadors. Al final va aconseguir ser la pel·lícula espanyola més taquillera del 2019.

## Seqüela
A l'octubre del 2019 Toni Acosta va anunciar que la pel·lícula tindria una seqüela amb el mateix repartiment i que seria estrenada en 2020. També dirigida per Santiago Segura.
La seqüela Padre no hay más que uno 2: La llegada de la suegra s'havia d'estrenar el 7 d'agost del 2020, però al final l'estrena es va avançar al 29 d'agost del 2020.